# Gabriel Jean Joseph Molitor
Gabriel Jean Joseph Molitor (Hayange, Francuska, 7. ožujka 1770. – Pariz, Francuska, 28. srpnja 1849.), francuski vojskovođa, maršal Francuske.
U hrvatskoj povijest ostao je zabilježen jer ga je Napoleon, nakon Požunskog mira 1805., odredio da s tri čete zauzme Dalmaciju. Nakon što su Francuzi okupirali Dalmaciju, uvedena je francuska uprava.